# Jesse Owens
James Cleveland „Jesse“ Owens (n. 12 septembrie 1913, Oakville⁠(d), Comitatul Lawrence, Alabama, Alabama, SUA – d. 31 martie 1980, Tucson, Arizona, SUA) a fost un atlet american, laureat cu patru medalii de aur la Jocurile Olimpice din 1936.

## Biografie
La liceul din Cleveland, Ohio, Jesse s-a remarcat atât în probele de sală, cât și în cele de stadion. A câștigat probe importante la campionatele naționale ale atleților amatori, în 1934 și 1935, iar apoi a depășit cinci recorduri mondiale când a concurat cu echipa universității statului Ohio, la Ann Arbor, Michigan, la 25 mai 1935.
În august 1936, Jocurile Olimpice de vară au avut loc la Berlin, capitala Germaniei. Conducătorul german, Adolf Hitler, a folosit jocurile pentru a face propagandă pentru regimul nazist din Germania. A cheltuit sume enorme pentru pregătirea atleților germani și a sperat să încununeze cu lauri mitul rasei superioare, „rasa ariană”, cea albă, a europenilor nordici. Cu toate acestea, rezultatele sportive ale lui Owens au năruit toate aceste planuri, cucerind medalia de aur în probele de 100 și 200 de metri, la ștafetă 4x100 de metri și la săritura în lungime.
După Jocuri, Owens a fost obligat să ia parte la mitinguri sportive din Europa, pentru a strânge bani pentru echipa americană. Prea obosit pentru a participa, s-a retras și a fost suspendat de Uniunea Americană a Atleților Amatori. Mai târziu, a participat la concursuri demonstrative pentru a strânge bani pentru familia sa și făcând acte de caritate; cursa cea mai faimoasă a fost cea în care a concurat cu un cal.

## Palmares
| An   | Competiție        | Locație          | Loc | Eveniment | Note   |
| ---- | ----------------- | ---------------- | --- | --------- | ------ |
| 1936 | Jocurile Olimpice | Berlin, Germania | 1   | 100 m     | 10,3 s |
| 1936 | Jocurile Olimpice | Berlin, Germania | 1   | 200 m     | 20,7 s |
| 1936 | Jocurile Olimpice | Berlin, Germania | 1   | 4x100 m   | 39,8 s |
| 1936 | Jocurile Olimpice | Berlin, Germania | 1   | lungime   | 8,06 m |

## Legături externe
Materiale media legate de Jesse Owens la Wikimedia Commons
- en Jesse Owens la World Athletics
- en Jesse Owens la Olympedia.org